# Região Geográfica Intermediária de Santo Antônio de Jesus
A Região Geográfica Intermediária de Santo Antônio de Jesus é uma das dez regiões intermediárias do estado brasileiro da Bahia e uma das 134 regiões intermediárias do Brasil, criadas pelo Instituto Brasileiro de Geografia e Estatística (IBGE) em 2017. É composta por 41 municípios, distribuídos em quatro regiões geográficas imediatas.
Sua população total estimada pelo Instituto Brasileiro de Geografia e Estatística (IBGE) para 1º de julho de 2018 é de 1 012 264 de habitantes, distribuídos em uma área total de 15 259,678 km².
Santo Antônio de Jesus é o município mais populoso da região intermediária, com 100 605 habitantes, de acordo com estimativas de 2018 do Instituto Brasileiro de Geografia e Estatística (IBGE).

## Regiões geográficas imediatas
| Região geográfica imediata                           | Municípios | População Estimativa 2018 | Área (km²) |
| ---------------------------------------------------- | --- | ------------------------- | ---------- |
| Região Geográfica Imediata de Santo Antônio de Jesus | Amargosa Brejões Dom Macedo Costa Elísio Medrado Jiquiriçá Laje Milagres Muniz Ferreira Mutuípe Nova Itarana Santo Antônio de Jesus São Miguel das Matas Ubaíra Varzedo | 291 519                   | 4 562,055  |
| Região Geográfica Imediata de Cruz das Almas         | Cabaceiras do Paraguaçu Cachoeira Castro Alves Conceição do Almeida Cruz das Almas Governador Mangabeira Itatim Muritiba Santa Teresinha São Felipe São Félix Sapeaçu   | 286 987                   | 3 650,695  |
| Região Geográfica Imediata de Valença                | Cairu Camamu Igrapiúna Ituberá Nilo Peçanha Presidente Tancredo Neves Taperoá Valença                                                                                   | 253 068                   | 4 721,597  |
| Região Geográfica Imediata de Nazaré-Maragogipe      | Aratuípe Itaparica Jaguaripe Maragogipe Nazaré Salinas da Margarida Vera Cruz                                                                                           | 180 690                   | 2 325,331  |
| Total                                                | 41 | 1 012 264                 | 15 259,678 |